# Nat Levine
Nat Levine est un producteur américain né le 26 juillet 1899 à New York, New York (États-Unis), mort le 6 août 1989 à Woodland Hills (États-Unis).

## Filmographie
- 1921 : Every Woman's Problem
- 1926 : The Silent Flyer
- 1927 : The Golden Stallion
- 1927 : Isle of Sunken Gold
- 1927 : Heroes of the Wild
- 1928 : The Vanishing West
- 1928 : Vultures of the Sea
- 1929 : The Fatal Warning
- 1929 : The King of the Kongo
- 1930 : The Lone Defender
- 1931 : The Phantom of the West
- 1931 : Le Roi de la jungle (King of the Wild) de B. Reeves Eason et Richard Thorpe
- 1931 : The Vanishing Legion
- 1931 : The Galloping Ghost
- 1931 : The Lightning Warrior (en)
- 1932 : L'Aigle de la mort (The Shadow of the Eagle)
- 1932 : Le Dernier des Mohicans (The Last of the Mohicans)
- 1932 : The Hurricane Express
- 1932 : Pride of the Legion
- 1932 : Apache, cheval de la mort (en) (The Devil Horse) d'Otto Brower
- 1933 : La Chevauchée de la gloire (The Three Musketeers)
- 1933 : The Whispering Shadow
- 1933 : Fighting with Kit Carson
- 1933 : Laughing at Life
- 1933 : The Wolf Dog
- 1933 : The Mystery Squadron
- 1934 : The Lost Jungle I
- 1934 : The Lost Jungle II
- 1934 : Burn 'Em Up Barnes (en)
- 1934 : Le Démon noir (en) (Law of the Wild) de B. Reeves Eason et Armand Schaefer
- 1934 : Young and Beautiful
- 1934 : Crimson Romance
- 1934 : In Old Santa Fe
- 1934 : The Marines Are Coming (en)
- 1934 : Le Mystère du Colorado (en) (Mystery Mountain)
- 1934 : Little Men de Phil Rosen
- 1935 : La Reine de l'empire fantôme (The Phantom Empire)
- 1935 : Behind the Green Lights (en)
- 1935 : Le Cavalier miracle (The Miracle Rider)
- 1935 : One Frightened Night (en)
- 1935 : The Headline Woman (en) de William Nigh
- 1935 : La Joyeuse Aventure (Ladies Crave Excitement), de Nick Grinde
- 1935 : The Adventures of Rex and Rinty (en)
- 1935 : Le Chant du Far West (Tumbling Tumbleweeds) de Joseph Kane
- 1935 : Streamline Express
- 1935 : Waterfront Lady (en)
- 1935 : Confidential
- 1935 : Melody Trail (en)
- 1935 : 1,000 Dollars a Minute
- 1935 : Harmony Lane (en)
- 1935 : The Sagebrush Troubadour (en)
- 1935 : L'Île des rayons de la mort (The Fighting Marines) de B. Reeves Eason et Joseph Kane
- 1935 : The Singing Vagabond (en)
- 1935 : Hitch Hike Lady (en) d'Aubrey Scotto
- 1936 : Darkest Africa
- 1936 : Doughnuts and Society
- 1936 : Comin' 'Round the Mountain (en)
- 1936 : The House of a Thousand Candles
- 1936 : The Harvester
- 1936 : The Girl from Mandalay (en)
- 1936 : The Singing Cowboy (en)
- 1936 : La Chevauchée solitaire (The Lonely Trail) de Joseph Kane
- 1936 : Hearts in Bondage (en)
- 1936 : Undersea Kingdom (en)
- 1936 : Down to the Sea
- 1936 : Navy Born
- 1936 : La Ville fantôme (Winds of the Wasteland)
- 1936 : Guns and Guitars
- 1936 : Ticket to Paradise
- 1936 : Follow Your Heart
- 1936 : The Gentleman from Louisiana
- 1936 : Oh, Susanna!
- 1936 : Zorro l'indomptable (The Vigilantes Are Coming)
- 1936 : Sitting on the Moon
- 1936 : Bulldog Edition
- 1936 : The Three Mesquiteers
- 1936 : The President's Mystery
- 1936 : Ride Ranger Ride (en)
- 1936 : Ghost-Town Gold (en)
- 1936 : Country Gentlemen
- 1936 : Robinson Crusoe of Clipper Island
- 1936 : The Big Show
- 1936 : The Bold Caballero de Wells Root
- 1936 : Roarin' Lead (en)
- 1936 : Happy Go Lucky
- 1936 : The Old Corral (en)
- 1936 : The Mandarin Mystery
- 1936 : A Man Betrayed
- 1937 : Riders of the Whistling Skull (en)
- 1937 : Larceny on the Air (en)
- 1937 : Beware of Ladies
- 1937 : Join the Marines
- 1937 : Two Wise Maids
- 1937 : Dick Tracy
- 1937 : Paradise Express
- 1937 : Circus Girl
- 1937 : Hit the Saddle
- 1937 : Round-Up Time in Texas (en)
- 1937 : Hit Parade of 1937
- 1937 : Rootin' Tootin' Rhythm (en)
- 1937 : Dick Tracy
- 1939 : Four Girls in White
- 1940 : Men with Steel Faces
- 1946 : Desert Command